# Savez Hokeja Na Ledu Bosne I Hercegovine
Savez Hokeja Na Ledu Bosne I Hercegovine ordnar med organiserad ishockey i Bosnien och Hercegovina. Bosnien och Hercegovina inträdde den 10 maj 2001 i IIHF.

### Fotnoter
1. ↑  ”Bosnia & Herzegovina”. International Ice Hockey Federation. http://www.iihf.com/iihf-home/countries/bosnia-herzegovina.html. Läst 9 april 2012.